# RADIO JAPAN onSunday
『RADIO JAPAN』（レディオ・ジャパン）は2002年4月7日から2006年9月24日まで、JFN系列で放送されていたラジオ番組。タイトルこそ「RADIO JAPAN」（レディオ・ジャパン）だが、土曜日の番組リニューアルと後述の日曜日枠新設に伴い共通の番組タイトルを設けたため、土曜版との区別の観点で、番組やステッカーでは、「RADIO JAPAN on Sunday」（レディオ・ジャパン・オン・サンデー）と呼ばれていたため、当該ページはこちらに準ずる。

## 概要
2002年3月までの当該時間は『MEN&WOMEN〜彼ら、彼女らの流儀』、『原田知世 Euro Cafe』、『南こうせつ 週末はログハウスで』の録音番組が並ぶ時間帯であった。
改編のタイミングでそれまで放送されていた土曜日の番組の終了も決まり、4月より生放送番組に転換。

「政治・経済・スポーツ・エンターテイメント・世界の話題・その他色んな情報を素敵な音楽と共にお送りする 」をメインコンセプトとして放送。楽曲とメッセージテーマによるトークを主軸とした土曜日とはカラーの違う番組として展開。

パーソナリティにはNNN24 -NTV NONSTOP NEWS-キャスターやテレビ東京「Closing Bell」のメインを務めていた本村由紀子を起用。英語が堪能であり、それを活かした海外トレンド情報や洋楽の選曲比率が大きかった。
また、当番組の開始により、平日の生放送番組『good morning! That's wakeman show』『Open Sesame!』とあわせ、全曜日に生放送情報番組が放送できる体制となった。
2002年10月6日より、それまで自社制作で『サンデー・モーニング・フェスタ』を放送してきたエフエム東京でもネットを開始したが、半年後に終了し、『SUPER JOINT RADIO』のみをネット。自社制作で『Heart Sharing』を開始。
2006年9月をもって終了。後番組は『梶原しげるのNEXT ONE』。

## パーソナリティ
- 本村由紀子

## コーナー
- 6:00 - オープニング
- 6:07 - Pick up news
日曜朝いちのニュースコーナー。通常ニュースは1本、スポーツメイン。
- 6:20 - HOME SWEETS HOME
本村オススメの甘いお菓子（=SWEETS）を紹介する。
- 6:40 - RADIO JAPAN WEATHER INFORMATION〜天気予報〜
日本気象協会からの天気予報。
- 6:42 - RADIO JAPAN TRAFFIC REPORT〜全国幹線道路情報〜
JARTICから、高速道路情報。
- 6:46 - SUPER JOINT RADIO
各界の様々な人がラジオ放送する。2006年10月以降もコーナータイトルを変えて存続。元々のタイトルは「SUPER JOINT RADIO JAPAN」だった。
- 7:00 - 世界の『えっ?』
世界の“あっ”とか“えっ”と驚くニュースを2本紹介。元々は6時台の放送だった。
- 7:15 - お金にまつわるエトセトラ
お金にまつわる話題の紹介。元々は8時台後半の放送だった。
- 7:40 - WORLD CATCH UP
世界の特派員と電話をつないで世界の話題を伝える。元々7時台前半の放送だった。
- 8:10 - BOOK&CAFE
- 8:55 - エンディング

### 終了コーナー
- なんでもランKING+QUEEN
- これくるOF LIFE
- SUNDAY GRAFFITI

## ネット局
全て毎週日曜の放送で、放送時間の早い順から記載。ただし、ネット局・放送時間は放送開始 - 最終回のもの。
多くの放送局で当番組開始前から『さわやかTHIS WAY』『天使のモーニングコール』『南こうせつ 週末はログハウスで』を放送しており、特に前者2つがスポンサードネット番組でもある関係上ずらせないなどの理由から、当番組を途中で飛び降りるか、中断して放送する局が多いことから6:00 - 8:55でフルネットする局は土曜日に比べて少なかった。後番組の『梶原しげるのNEXT ONE』はこれを踏襲、その後番組の『SUNDAY FLICKERS』でも踏襲はしているものの、徐々に放送時間が縮小され、2016年4月以降は6:00 - 7:30となっている。

### 現在
| 放送対象地域 | 放送局名                                    | 放送時間                | 備考  |
| ------------ | ------------------------------------------- | ----------------------- | ----- |
| 山形県       | エフエム山形（Boy-FM）                      | 6:00 - 8:55             |       |
| 群馬県       | エフエム群馬（FMぐんま）                    | 6:00 - 8:55             |       |
| 長野県       | 長野エフエム放送（FM長野）                  | 6:00 - 8:55             |       |
| 岐阜県       | 岐阜エフエム放送（Radio80）                 | 6:00 - 8:55             |       |
| 岩手県       | エフエム岩手（FM IWATE）                    | 6:00 - 7:00             |       |
| 石川県       | エフエム石川（HELLO FIVE）                  | 6:00 - 7:00             |       |
| 三重県       | 三重エフエム放送（レディオキューブ FM三重） | 6:00 - 7:00             |       |
| 山口県       | エフエム山口（FMY）                         | 6:00 - 7:00             |       |
| 香川県       | エフエム香川（Be fine786）                  | 6:00 - 7:00             |       |
| 熊本県       | エフエム熊本（FMK）                         | 6:00 - 7:00             |       |
| 沖縄県       | エフエム沖縄（FM沖縄）                      | 6:00 - 7:00             |       |
| 青森県       | エフエム青森（AFB）                         | 6:00 - 7:30             | [ 2 ] |
| 富山県       | 富山エフエム放送（FMとやま）                | 6:00 - 7:30             | [ 2 ] |
| 佐賀県       | エフエム佐賀（FMS）                         | 6:00 - 7:30             | [ 2 ] |
| 大分県       | エフエム大分（Air-Radio FM88）              | 6:00 - 7:30             | [ 2 ] |
| 宮崎県       | エフエム宮崎（JOY FM）                      | 6:00 - 7:30             | [ 2 ] |
| 鹿児島県     | エフエム鹿児島（μFM）                       | 6:00 - 7:30             | [ 2 ] |
| 岡山県       | 岡山エフエム放送（FM岡山）                  | 6:00 - 8:25             |       |
| 徳島県       | エフエム徳島（FM徳島）                      | 6:00 - 8:30             |       |
| 栃木県       | エフエム栃木（RADIO BERRY）                 | 6:00 - 8:50             |       |
| 兵庫県       | 兵庫エフエム放送（Kiss-FM KOBE）            | 6:00 - 7:30 8:00 - 8:50 | [ 4 ] |
| 福島県       | エフエム福島（ふくしまFM）                  | 6:00 - 7:00 8:00 - 8:55 | [ 5 ] |
| 秋田県       | エフエム秋田（AFM）                         | 6:00 - 7:30 8:00 - 8:55 | [ 6 ] |
| 福井県       | 福井エフエム放送（FM FUKUI）                | 6:00 - 7:30 8:00 - 8:55 | [ 6 ] |
| 高知県       | エフエム高知（Hi-Six）                      | 6:00 - 7:30 8:00 - 8:55 | [ 6 ] |
| 新潟県       | エフエムラジオ新潟（FM-NIIGATA）            | 7:00 - 7:30 8:00 - 9:00 | [ 6 ] |

### 過去
| 放送対象地域   | 放送局名                  | 放送時間    | 放送期間             | 備考  |
| -------------- | ------------------------- | ----------- | -------------------- | ----- |
| 東京都         | エフエム東京（TOKYO FM）  | 6:00 - 6:30 | 放送開始 - 2003年3月 | [ 7 ] |
| 静岡県         | 静岡エフエム放送（K-MIX） |             | 放送開始 - 2006年3月 |       |
| 島根県・鳥取県 | エフエム山陰（V-air）     |             |                      |       |